# Rattus tawitawiensis
Rattus tawitawiensis — один з видів гризунів роду пацюків (Rattus).

## Поширення
Вид відомий і, ймовірно, обмежений тільки островом Тавітаві, архіпелаг Сулу, Філіппіни.

## Морфологія
Гризуни середнього розміру, завдовжки до 208 мм, хвіст — до 180 мм, стопа — до 42 мм.

## Зовнішній вигляд
Хутро коротке, тонке і м'яке. Верхні частини темно-коричневі, а нижні — темно-сірі. Спинки стоп і вух темно-коричневі. Хвіст коротший за голову і тіло, рівномірно темно-коричневий і покритий 8-10 кільцями лусочок на сантиметр. У самок є пара постпахвових сосків, одна черевна пара і дві пахові пари.

## Біологічні властивості
Це наземний вид.

## Загрози та охорона
Цьому виду, ймовірно, загрожує руйнування середовища проживання. Острів знаходиться в політичній зоні конфлікту і там тривають великомасштабні незаконні рубки.